# 毒蠍情仇
《毒蠍情仇》（英語：Scorpion Spring）是一部1995年美国犯罪惊悚片，由布莱恩·考克斯编剧并执导，伊沙·摩路斯、鲁本·布雷兹、阿尔弗雷德·莫里纳和马修·麦康纳主演。